# Хвороба Гіршпрунга
Хвороба Гіршпрунга (megacolon congenitum, вроджений мегаколон, агангліонотичний мегаколон, агангліоз) HSCR — вроджена хвороба товстої кишки з групи агангліонозів. Захворювання характеризується відсутністю нервових клітин у ділянці товстої кишки, внаслідок чого м'язи в цій ділянці напружуються і скорочуються, а просвіт кишки звужується. Кал накопичується в ділянці кишки перед звуженням, що призводить до її розширення.
Захворювання вперше згадується в 1691 році голландським лікарем Фредеріком Руйшем.

## Назва та частота появи
Першим, хто ретельно описав захворювання в 1886, був данський педіатр Харальд Гіршпрунг (1830—1916).
У середньому ця вада зустрічається у 1 з 5000 дітей, хлопчики страждають значно частіше, ніж дівчатка. Близько 12 % дітей з синдромом Дауна (трисомія 21) мають хворобу Гіршпрунга. Поєднання з іншими дефектами (напр. муковісцидоз, брахідактилія, атрезія товстої кишки) зустрічаються, але рідко.
У 80-% випадків агангліонозу уражається лише пряма кишка та / або сигмоподібна (короткосегментний агангліоноз). Близько 5 % належать до довгосегментного агангліонозу, при якому патологічно змінений відділ товстої кишки становить 40 см і є більше розширеним. Менше ніж 5 % випадків складають відсутність нервових клітин у всьому відділі товстої кишки, в цьому випадку йдеться про синдром Зуельцера-Вільсона.

## Патологічна фізіологія
Нестача гангліозних клітин (агангліоноз) в ділянці Plexus submucosus (сплетення Мейснера), або в ділянці Plexus myentericus (сплетення Ауербаха) призводить до гіперплазії нервових волокон висхідного парасимпатичного нерва зі збільшенням вивільнення ацетилхоліну. Постійна стимуляція кільцевих м'язів кишки призводить до постійного скорочення ураженого відділу. Надмірне виділення ацетилхоліну здійснюється шляхом компенсаторного виділення ацетилхолінестерази.
Можливі також причини дефектів міграції нейробластів, порушення дозрівання і проліферації нейробластів, тимчасова ішемія кишки, або вірусні інфекції в ембріональному періоді. Під час дослідження хвороби Гіршпрунга, були виявлені мутації в так званому прото-онкогені Ret (автосомно-домінантна форма), в гені ендотеліну -3 (EDN3) та в гені рецептора ендотеліну (EDNRB) (автосомно-рецесивна форма).

## Класифікація
Залежно від протяжності зони агангліозу, розрізняють такі форми хвороби Гіршпрунга:
- прямокишкова — агангліоз поширений на частину прямої кишки (наданальна форма) або охоплює її всю;
- прямокишково-сигмоподібна — агангліоз прямої та сигмоподібної кишок (найпоширеніша форма — близько 85 % випадків);
- субтотальна — ураження лівої половини товстої кишки та часткове поширення процесу на праву половину товстої кишки;
- тотальна — ураження всієї товстої кишки, а іноді й частини тонкої кишки;
- сегментарна.

За стадіями захворювання:
- компенсована, субкомпенсована і декомпенсована;
- гостра і хронічна.

## Клінічні ознаки
Згадані симптоми, які зазвичай помічаються впродовж перших днів після народження, дають початкову інформацію. Відсутність меконію, метеоризм, або непрохідність кишки (характерна для муковісцидозу) може свідчити про хворобу Гіршпрунга. Хвороба Гіршпрунга рідко зустрічається у дорослих. Характеризується хронічним закрепом. Уражена частина кишки, в якій відсутні нервові клітини, зазвичай дуже коротка, тому діагноз хвороби Гіршпрунга ставлять пізно.
Ректальне обстеження виявляє порожню пряму кишку і вузький анальний канал.

## Діагностика

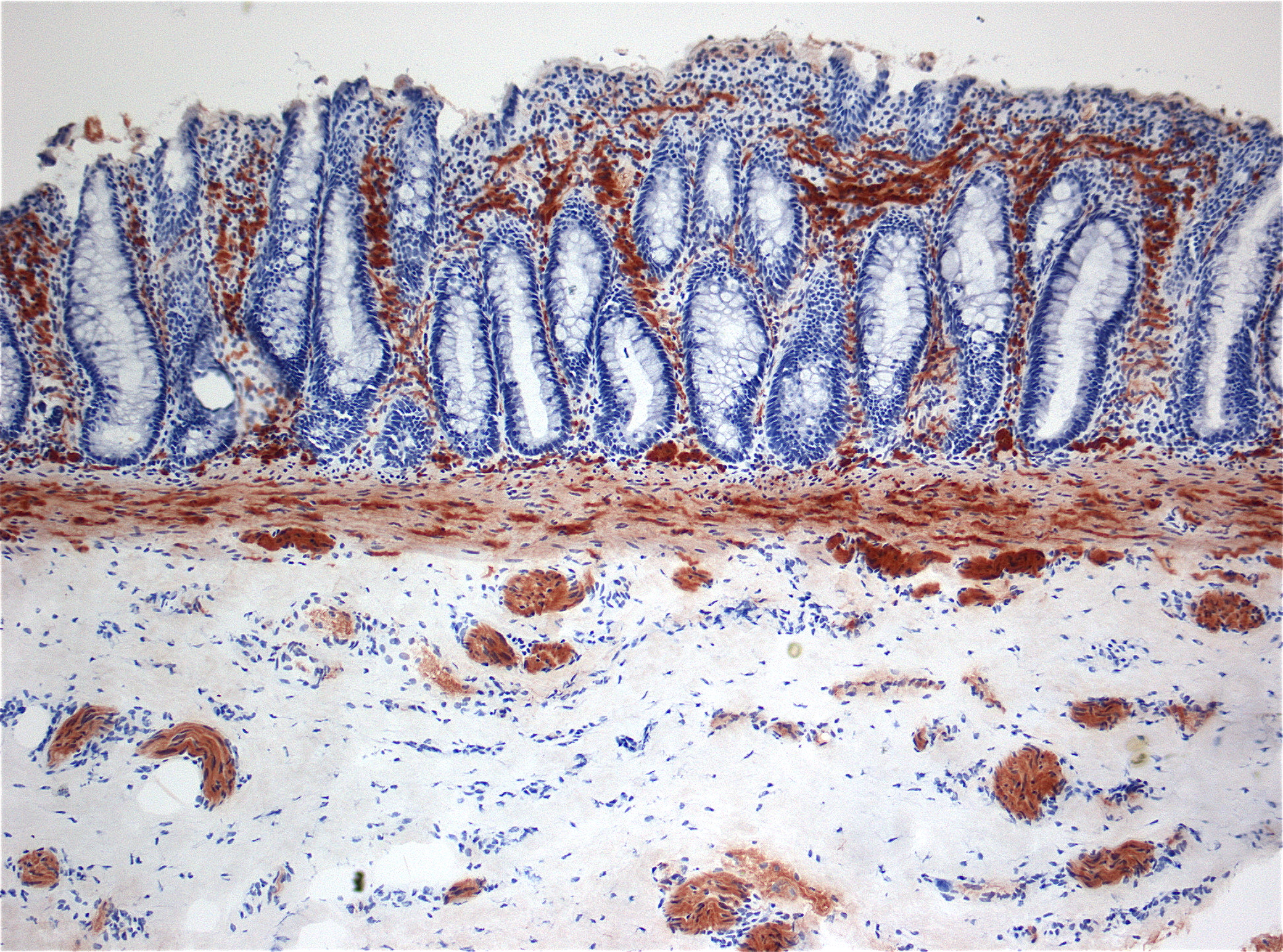
Аберрантні нервові клітини у верхніх шарах слизової оболонки (lamina propria) кишки при гістологічному дослідженні ферментативної активності ацетилхолінестерази (коричневого кольору)

Попередній діагноз є результатом загальної клінічної картини пацієнта, а також проведеної аноректальної манометрії шляхом роздування балону, що знаходиться в ампулі прямої кишки (між анусом і прямою кишкою). Для підтвердження діагнозу в більшості випадків необхідна аспіраційна біопсія слизової оболонки прямої кишки під загальним наркозом. Якщо глибина біопсії достатня, патологічне дослідження за допомогою реакції НАДГ може підтвердити відсутність гангліозних клітин, що свідчить про наявність захворювання.
Рентгенологічна діагностика з клізмою для введення контрасту у товсту кишку, як правило, не має важливого значення, можна оцінити лише передбачуваний ступінь змін, що важливо для планування біопсії. Ферментні гістохімічні дані про активність ацетилхолінестерази після перших кількох місяців вказують на холінергічну недосконалість верхніх шарів слизової оболонки (lamina propria). Діагностичну роль також відіграє відсутність кальретиніну, білка, експресованого в гангліозних клітинах

## Лікування
У більшості випадків показане хірургічне втручання. У новонароджених перед операцією зазвичай накладається тимчасова ентеростома, або кишку регулярно промивають. Уражений відділ кишки видаляється хірургічним шляхом, а у разі ураження дуже короткого сегмента, може бути проведене розрізання сфінктерного м'язу (сфінктеротомія). Застосовують відкриті, лапароскопічні та трансанальні хірургічні доступи.

## Ускладнення
Ускладнення хвороби Гіршпрунга може проявлятись у формі кишкової непрохідності, ентероколіту, або перфорації кишки, що в кінцевому результаті призводить до перитоніту та сепсису.